# Hispalinux
Hispalinux és una associació sense ànim de lucre d'usuaris de GNU/Linux a nivell espanyol fundada el 1997 que té per objectius la promoció del sistema operatiu GNU/linux, el suport als usuaris i desenvolupadors de GNU/Linux des d'Espanya i la promoció del programari lliure.
A començaments de la primera dècada del segle xxi, durant la discussió sobre les patents de programari a Europa, va ser un dels actors principals fent-ne campanya en contra a Espanya. Entre altres projectes, també va donar suport a l'elaboració del Libro Blanco de Software Libre en España, una iniciativa que pretenia documentar l'estat de l'art dels projectes i les comunitats al voltant del programari lliure a l'estat espanyol.